# Praia Del Chifre
A Praia Del Chifre é uma praia localizada em Olinda no estado de Pernambuco. Com extensão de 2,3 km, a praia de Puntal Del Chifre, Litoral Sul de Olinda. São exatos 2,3 quilômetros de extensão, entre a Praia dos Milagres, no bairro de Santa Tereza, e a divisa com o Recife (cortando o bairro de Salgadinho). O local já foi um famoso ponto da prática de surf, nos anos 1970 e 1980. Na década de 1990, na esteira dos ataques de tubarão no litoral pernambucano, foi sendo cada vez mais abandonado. Há muitos anos, Del Chifre (o anedotário dá conta de que nome seria uma homenagem ao balneário uruguaio de Punta Del Leste, mas adaptado para os encontros extraconjugais que ocorriam nas areias desertas) é um deserto em pleno mar. Sem frequentadores, convive com as montanhas de lixo que vêm dos Rio Capibaribe e Rio Beberibe.